# Lubuk Atung
Lubuk Atung is een bestuurslaag in het regentschap Lahat van de provincie Zuid-Sumatra, Indonesië. Lubuk Atung telt 1086 inwoners (volkstelling 2010).